# Bodleyova knihovna
Bodleyova knihovna (anglicky Bodleian Library, latinsky Bibliotheca Bodleiana) je hlavní studijní knihovnou Oxfordské univerzity. Patří k nejstarším knihovnám v Evropě a ve Velké Británii je druhá největší po Britské knihovně.
Knihovna nese jméno po svém mecenáši a znovuzakladateli, anglickém diplomatovi a učenci siru Thomasi Bodleyovi (2. 3. 1545 – 28. 1. 1613).

## Historie
První účelově založenou knihovnu nechal v Oxfordu zřídit ve 14. století worcesterský biskup Thomas Cobham. Její inventář se pomalu rozrůstal, ale když jí v letech 1435 a 1437 bratr krále Jindřicha V., vévoda Humphrey z Gloucesteru, daroval velkou sbírku rukopisů, přestal prostor, který jí byl vymezen v univerzitním kostele P. Marie, stačit. Vhodné místo se nakonec roku 1488 našlo v budově zvané Divinity School. Tyto prostory se dodnes nazývají Knihovna vévody Humphreyho.
Koncem 16. století prodělávala knihovna období úpadku. Muselo být dokonce prodáno i veškeré její zařízení, přičemž z původních knih darovaných vévodou Humphreym zbyly jen tři. Teprve v roce 1598 začala knihovna zásluhou Thomase Bodleyho, bývalého člena Mertonské koleje Oxfordské univerzity, vzkvétat. Knihovna vévody Humphreyho to byla nově zařízena a Thomas Bodley jí daroval značné množství svých vlastních knih, aby mohla opět začít fungovat. Knihovna byla oficiálně znovuotevřena 8. listopadu 1602, pod názvem Bodleyova knihovna.
Knihovna se velmi rychle rozrůstala, takže již v letech 1610–1612 a poté opět 1634–1637 musela být rozšířena.
V dnešní době opatruje ve svých sbírkách kolem 11 milionů knih a jiných objektů uložených na 187 kilometrech regálů, o něž se stará přes 400 zaměstnanců. Kromě toho uchovává též velmi cenné sbírky památek z dob starověkého Orientu, dále středověké rukopisy a prvotisky.